# Iwan Wasilew
Iwan Michajłow Wasilew (bg. Иван Михайлов Василев; ur. 23 kwietnia 1948) – bułgarski zapaśnik walczący w stylu wolnym. Złoty medalista mistrzostw Europy w 1974 roku. 